# 高级农业生产合作社
高級農業生產合作社，簡稱高级社，即「集体农庄」。高級社是20世纪50年代中國大陸农业合作化运动（1949年-1956年）产物，由初级农业生产合作社发展而来，是大规模、生产资料完全公有化的农村集体经济组织。農民的土地一律歸合作社所有，且完全按勞分配。在中共中央的号召下，农业合作化运动后期（1956年底）参加高级社的农户占总农户的87.8％。
高级社继续发展后，导致了后来“一大二公”人民公社的出现。